# Рубче (Ровненская область)
Рубче (укр. Рубче) — село в Городокской сельской общине Ровненского района Ровненской области Украины.
Население по переписи 2001 года составляло 172 человека. Почтовый индекс — 35331. Телефонный код — 362. Код КОАТУУ — 5624683307.